# Rehme
Rehme (plattdeutsch: Rieme) ist ein Stadtteil der nordrhein-westfälischen Stadt Bad Oeynhausen im Kreis Minden-Lübbecke.

## Lage
Rehme liegt südlich des Wiehengebirges und westlich der Weser. Im Osten grenzt Rehme (getrennt durch die Weser) an die Stadtteile Holtrup und Costedt der Stadt Porta Westfalica, im Norden an die Stadtteile Dehme und Eidinghausen, im Westen an die Stadtteile Bad Oeynhausen und Lohe sowie im Süden an die Stadt Vlotho im Kreis Herford.
Im System der Naturräumlichen Gliederung Deutschlands gehört Rehme größtenteils zum Ravensberger Hügelland  und liegt an der Grenze zum südlich gelegenen Lipper Bergland.
In den flussnahen Bereichen von Werre und Weser haben sich Auelehme abgelagert. Dieser Bereich ist hochwassergefährdet und teilweise eingedeicht, die Deichpflege übernimmt der Werre-Wasserverband.

## Geschichte

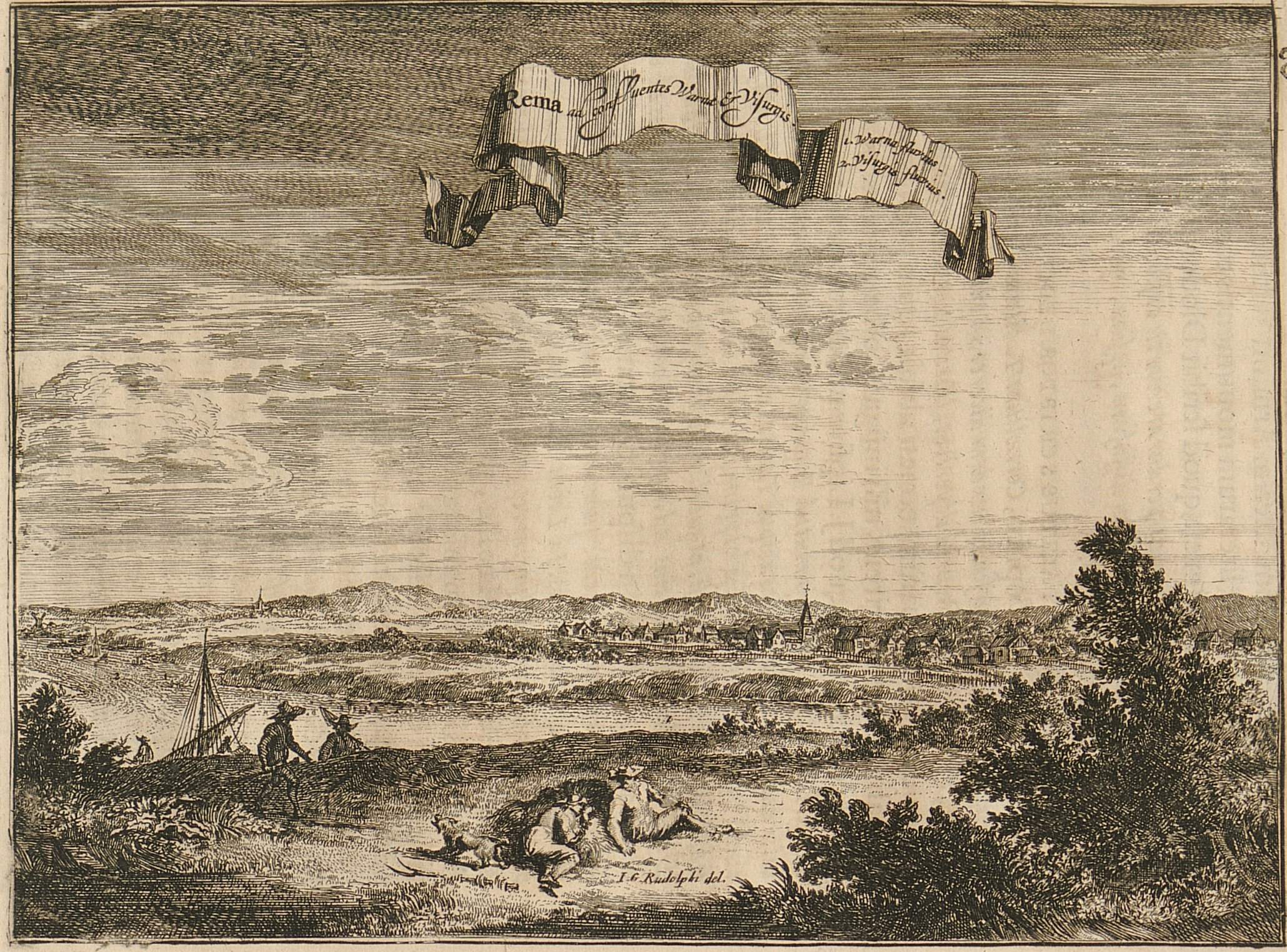
Rehme in den Monumenta Paderbornensia (1672)

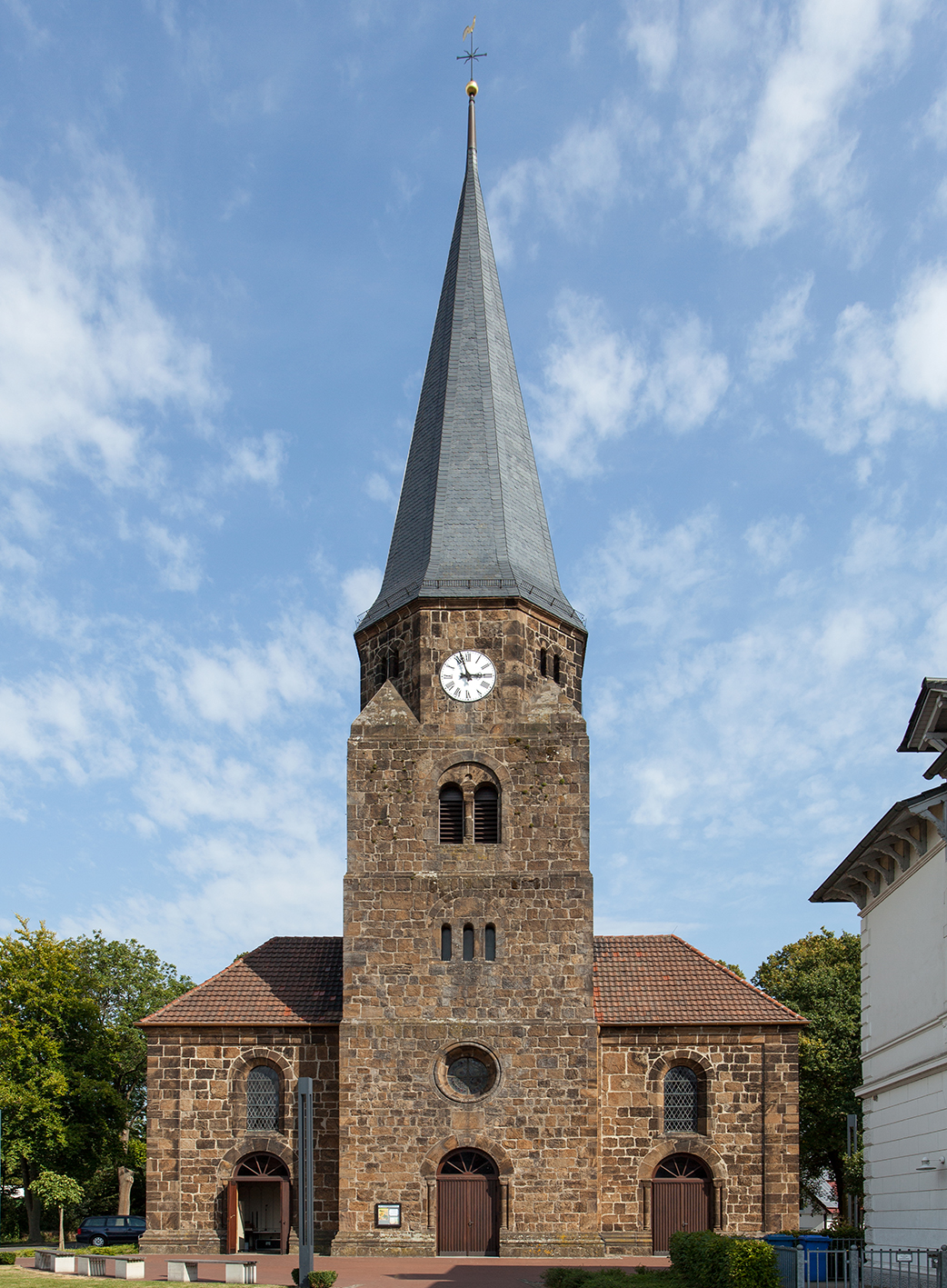
Laurentiuskirche in Rehme

Urkundlich wurde Rehme 753 erstmals in den fränkischen Reichsannalen erwähnt, als sich die fränkischen Könige Pippin der Jüngere und sein Nachfolger Karl der Große auf Feldzügen dorthin begaben.  Seit ca. 800 ist Rehme Sitz einer Kirchengemeinde. Die romanische Laurentiuskirche stammt aus dem 12. Jahrhundert und wurde 1890–1892 im neoromanischen Stil erweitert.
Rehme gehörte mitsamt den umliegenden Bauerschaften Babbenhausen und Oberbecksen bis zur Franzosenzeit zur Vogtei Vlotho im Amt Vlotho der Grafschaft Ravensberg. 1751 übertrug der preußische König Friedrich der Große dem Dezernenten für das Salzwesen bei der klevischen Kriegs- und Domänenkammer, Johann Bertram Arnold von Rappard, und dem märkischen Freiherren Friedrich Ludolph von Torck von Nordherringen die Erbauung der Saline Neusalzwerk nahe dem Dorf Rehme und die Einrichtung des Siedebetriebs des Salzwerks in Melbergen. Rappard und Torck von Nordherringen betrieben seit 1750 auch die Saline Königsborn in Unna.
Von 1807 bis 1813 gehörte Rehme zum Kanton Vlotho des französisch kontrollierten Königreichs Westphalen. Rehme wurde 1813 wieder preußisch und kam 1816 zunächst zum Kreis Herford. Der Ort wechselte 1832 in den Kreis Minden. Im Kreis Minden wurde 1843 aus den Gemeinden Dehme, Niederbecksen und Rehme das Amt Rehme gebildet, zu dem 1851 noch die Gemeinden Eidinghausen, Volmerdingsen, Werste und Wulferdingsen aus dem Amt Dützen hinzukamen.
Anlässlich der kommunalen Neugliederung, die am 1. Januar 1973 in Kraft trat, wurde die Gemeinde Rehme mit einer Gesamtfläche von rund 9,59 km² sowie 6371 Einwohnern nach Bad Oeynhausen eingemeindet. (§ 17 Bielefeld-Gesetz)

## Wirtschaft und Infrastruktur
In Rehme befindet sich ein 45 ha großes Gewerbegebiet mit Betrieben unterschiedlicher Branchen.
In Rehme liegt das Autobahnkreuz Bad Oeynhausen, das die Bundesautobahnen A 2 und A 30 verbindet. Auch die Bundesstraßen 61 und 514 führen durch den Ort.
Die Weser kann über die Autobahnbrücke (Fuß- und Radweg) oder mit der Weserfähre Amanda überquert werden.
In Rehme befinden sich die Grundschule Rehme-Oberbecksen sowie drei Kindergärten.

## Persönlichkeiten
- Fritz Tarnow (1880–1951), Sozialdemokrat, Gewerkschafter und Reichstagsabgeordneter der Weimarer Republik sowie NS-Gegner
- Arnold Büscher (1899–1949), KZ-Kommandant
- Reinhard Rürup (1934–2018), Historiker